# Неуправляемая
«Неуправля́емая» (исп. Ingobernable) — мексиканский политическо-драматический телесериал с Кейт дель Кастильо в главной роли. Премьера сериала состоялась на Netflix 24 марта 2017 года.
В апреле 2017 года Netflix заказал второй сезон с датой премьеры в 2018 году.

## Сюжет
Первая леди Мексики Эмилия Уркиса (Кейт дель Кастильо), которая привержена делу борьбы за мир, имеет большие планы по улучшению условий жизни в страны. Эмилия постепенно начинает терять веру в своего мужа, президента Диего Нава (Эрик Айсер), который находится на перепутье и должен найти способ справиться с большим вызовом и докопаться до истины.

## В ролях
- Кейт дель Кастильо — Эмилия Уркиса, первая леди Мексики
- Эрендира Ибарра — Анна Варгас-Уэст, начальник штаба канцелярии президента и агент ЦРУ
- Альберто Герра — Канек Лагос
- Эрик Айсер — Диего Нава Мартинес, президент Мексики
- Луис Альберто Романо — Пите Васкес, агент ЦРУ
- Альваро Герреро — Хосе Баркет, секретарь внутренних дел